# Matteo Alemanno
Matteo Alemanno (Lecce, 16 agosto 1967) è un fumettista italiano.

## Biografia
Dopo il liceo scientifico si laurea in architettura allo Università Iuav di Venezia e comincia alcune collaborazioni con studi di architettura terminate nel 1995.
Dal 1996 al 2001 si occupa di illustrazione e collabora con case editrici quali: Mondadori Scuola, Skira, Carlo Signorelli Editore, Silvana Editoriale e Boyds Mills Press. Inoltre collabora con il Messaggero dei Ragazzi e illustra due romanzi scritti da Stefano Bordiglioni, pubblicati da Einaudi Ragazzi.
Come illustratore tra gli altri collabora anche con Aprilia (1999), con l'Università di Lecce (calendario 2004), con i comici Carlo e Giorgio (1998-2008, grafica, illustrazioni per un disco, manifesti e scenografie teatrali), con Vesta (2006, campagna su raccolta differenziata per il Comune di Venezia), con la ULSS 12 (2006, illustrazioni per campagna sul disagio adolescenziale), con Insula (2007, illustrazioni per le campagne di scavo dei rii), con il parco Zoo Marine (2007, vista a volo d'uccello), con Oakley (2012) e con Pedon (calendario 2014).
Nel 2013 realizza le illustrazioni per il gioco Venetia progettato da Francesco Nepitello e Marco Maggi e pubblicato da Stratelibri/Giochi Uniti.
Dal 2008 è docente presso la Scuola Internazionale di Comics a Padova.
Nel 2009 e nel 2012 laboratori di fumetto per la scuola primaria.
Dal 2016 è docente presso l'Accademia di Belle Arti di Venezia.
Gli inizi come fumettista risalgono ai primi anni '90 sulla rivista Schizzo, idee e immagini del Centro Fumetto "Andrea Pazienza" di Cremona.
Dal 2001 comincia a occuparsi professionalmente di fumetti. Inizia in quell'anno la collaborazione con l'editore belga Dupuis per il quale realizza una serie a fumetti in quattro libri intitolata inizialmente Mèche Rebelle, in seguito ribattezzata proTECTO, e con la serie collettiva Vampyres.
Nel 2010 collabora con Glénat con il one-shot Les gardiens des enfers e, a partire dal 2011, con Dargaud con la serie Marina.
In Italia ha collaborato con la rivista Mono.

## Pubblicazioni
- Mèche Rebelle 1, Kim, Éditions Dupuis, 2003, sceneggiatura Zidrou;
- Mèche Rebelle 2, Alicia, Éditions Dupuis, aprile 2004, sceneggiatura: Zidrou;
- proTECTO 0, La genèse, Éditions Dupuis, giugno 2006 (riedizione integrale di MR1 e MR2), sceneggiatura: Zidrou;
- proTECTO 1, La fabrique des mères éplorées, Éditions Dupuis, giugno 2006, sceneggiatura: Zidrou
- proTECTO 2, Madame, Éditions Dupuis, gennaio 2007, sceneggiatura: Zidrou;
- Vampyres – Les âmes meurtries, Éditions Dupuis, 2009, sceneggiatura: Alcante;
- Les Gardiens des enfers, Glénat, 2010, sceneggiatura: Alcante;
- proTECTO Intégrale, Éditions Dupuis, 2011, sceneggiatura: Zidrou;
- Marina 1, Les enfants du Doge, Dargaud, 2013, sceneggiatura Zidrou;
- Marina 2, La prophétie de Dante Alighieri, Dargaud, 2014, sceneggiatura Zidrou;
- Marina 3, Razzias!!!, Dargaud, 2016, sceneggiatura Zidrou;
- Le navi gemelle - Immaginario di viaggio, GCAC Monfalcone, 2017, sceneggiatura in collaborazione con Paola Bristot.

## Premi e riconoscimenti
- 2000, Selezione ed esposizione alla Fiera del Libro per Ragazzi di Bologna;
- 2004, Premio migliore opera prima, Licei di Piccardia/Festival di Amiens;
- 2004, Mostra personale presso la Biblioteca Comunale di Spinea (VE);
- 2005, Premio migliore opera prima, Biblioteca Comunale di Rennes 2005;
- 2011, Premio Carlo Boscarato nella categoria Miglior Disegnatore Italiano al Treviso Comicbook Festival;
- 2012, Premio Attilio Micheluzzi nella categoria Miglior Disegnatore al Comicon di Napoli;
- 2014, Mostra personale presso la Fondazione Wilmotte a Venezia;
- 2016, Mostra personale presso la Galerie du 9ème Art a Parigi;
- 2017, Mostra presso la Galleria Comunale di Arte Contemporanea di Monfalcone.